# .lgbt
.lgbt是一個贊助的互聯網頂級域，啓用於2014年。用於LGBT社群、組織、企業及其相關文化。